# Waikiki Wave
Waikiki Wave was een topspinattractie in familiepretpark Walibi Holland in Biddinghuizen.
Waikiki Wave werd gebouwd in 1995 door Vekoma en was gesitueerd in Zanzibar, de afrikaanse themazone. In 2000, werd de naam van het themagebied veranderd in Sherwood Forest.
De attractie was een Waikiki Wave, een speciale topspin van Vekoma. Een gewone topspin kan enkel vooruit of achteruit, de Waikiki Wave kon ook schuin draaien.
Deze Waikiki Wave werd nagebouwd naar ontwerp de Terminator (bj.'92) van attractiebouwer Soriani en Moser (It.) en met het nu huidige attractiereparatieberdijf MCN engineering bv. (Ook onder de naam Super Loop On top bekend).
Een andere variant van de Waikiki Wave is de Discovery (KMG) welke laat 1993 gereed was. En ook : Super Loop on Top (Sorani and Moser), Windshear (Zamperla), Canyon Trip (Vekoma), Supernova (Mondial Rides).
Doordat dit een speciale attractie was door dit schuin kunnen draaien, bracht deze hoge onderhoudskosten met zich mee en een hoge productie van geluid. De Waikiki Wave werd hierom in 2000 vervangen door de Blast (toenterijd Excalibur), welke een gewone topspin is.
Andere voorbeelden van attractietype Waikiki Wave zijn : Tífon (PortAventura, Spanje, 1995), Wipeout (Dreamworld, Australië), Huracán (Six Flags México, Mexico, 1993), Wave (Uzexpocenter, Oezbekistan, 1995), The Quake (Kentucky Kingdom, Verenigde Staten, 1991), Waikiki Wave (Lotte World, Zuid-Korea, 1993), Waikiki Wave (Formosan Aboriginal Culture Village, Taiwan, 1993), Tidal Wave (Flamingo Land, Verenigd Koninkrijk, 1993), Waikiki Wave (Fuji-Q Highland, Japan, 1992), Hawaii Wave (Suzhou Amusement Land, China - eerder Tífon, PortAventura).
Waikiki Wave Super Flip zijn : Wipeout (Dreamworld, Australië, 1994), Huracán (Six Flags México, Mexico, 1994), Luna Swing (Space World, Japan, 1993), ? (Mitsui Greenland, Japan, 1993), ? (Susung Land, Zuid-Korea, 1994), ? (Miyazaki Kodo Mono Kuni, Japan, 1996), ? (Grandlink World, China, 1998), ? (Saigon Culture Centre, Vietnam, 2000).
Canyon Trip zijn : ? (Camelot Theme Park, Verenigd Koninkrijk, 1984), ? (Glücks Königreich, Japan, 1985), ? (American Dreampark, China, 1987).
Afbeeldingen · Lijst van attracties